# Projan
Projan (gaskognisch: gleicher Name) ist eine französische Gemeinde mit 182 Einwohnern (Stand 1. Januar 2022) im Département Gers in der Region Okzitanien; sie gehört zum Arrondissement Mirande und zum Gemeindeverband Communauté de communes d’Aire-sur-l’Adour.

## Geografie
Projan liegt rund 12 Kilometer südlich der Kleinstadt Aire-sur-l’Adour ganz im Westen des Départements Gers an der Grenze zu den Départements Landes und Pyrénées-Atlantiques. Es gehört zum Weinbaugebiet Côtes de Saint-Mont. Die wichtigsten Gewässer sind die Flüsse Lées, Lées (Lannux), Larcis und mehrere Teiche. Wichtigste überregionale Verkehrsverbindung ist die wenige Kilometer westlich der Gemeinde verlaufende Autoroute A65 (Teil der Europastraße 7). Der nächstgelegene Bahnhof ist in Aire-sur-l’Adour.
Umgeben wird Projan von den Nachbargemeinden Lannux im Nordosten, Aurensan und Verlus im Osten, Moncla (im Département Pyrénées-Atlantiques) im Süden, Sarron (im Département Landes) im Südwesten, Saint-Agnet (im Département Landes) sowie Ségos im Nordwesten.

## Geschichte
Die Gemeinde gehört historisch zur Gascogne. Sie bildete im Mittelalter eine eigene Lehnsherrschaft. Im 18. Jahrhundert wurde das damals bestehende Dorf vom Marquis von Angosse dem Erdboden gleichgemacht, um darauf einen Schlosspark zu errichten. Unfern davon wurde ein neues Dorf Projan erbaut. Von 1793 bis 1801 gehörte Projan zum Distrikt Nogaro und zum Kanton Barcelonne. 1822 wurde ein Teil der damaligen Gemeinde Villères in die Gemeinde Projan eingegliedert.   

## Bevölkerungsentwicklung
| Jahr                       | 1793 | 1841 | 1906 | 1962 | 1968 | 1975 | 1982 | 1990 | 1999 | 2006 | 2012 |
| Einwohner                  | 334  | 418  | 340  | 216  | 197  | 154  | 140  | 172  | 142  | 146  | 162  |
| Quellen: Cassini und INSEE |      |      |      |      |      |      |      |      |      |      |      |

## Sehenswürdigkeiten
- Kirche Saint-Martin (angeblich von den Templern errichtet; im 19. Jahrhundert restauriert)
- Schloss (heute ein Hotel)
- mehrere Kreuze und Wegkreuze